# Serpiente de coral
Las serpientes de coral, serpientes rabo de ají o coralillos son un grupo de serpientes venenosas de la familia Elapidae propias de zonas tropicales. Se caracterizan por sus vivos colores, entre los que predominan el rojo, amarillo y negro aunque a veces suelen ser en un orden.

## Taxonomía y distribución
Se distinguen dos grupos de serpientes de coral: el grupo de las serpientes de coral del Viejo Mundo, que engloba 16 especies, agrupadas en 2 géneros (Calliophis y Sinomicrurus); y el grupo de las serpientes de coral del Nuevo Mundo, compuesto por 83 especies, agrupadas en 3 géneros (Leptomicrurus, Micrurus y Micruroides). Los géneros y su distribución son los siguientes:
- Calliophis, con 11 especies. Asia.
- Sinomicrurus, con 5 especies. Zona tropical de Asia.
- Leptomicrurus, con 2 especies. Norte de Sudamérica.
- Micrurus, con alrededor de 80 especies. Sudamérica, Centroamérica y sur de Norteamérica.
- Micruroides, con 1 especie. Estados Unidos y México.

## Falsas corales
Hay unas especies de serpientes no venenosas que se mimetizan con las corales, y se denominan falsas corales o serpientes rey. Las corales auténticas se distinguen de las falsas en que, en las verdaderas, los colores negro y rojo nunca son contiguos y, siempre hay un aro de color más claro, compuesto de amarillo, beige o blanco, que separan rojo y negro.
Mientras que en la falsa coral siempre están rojo y negro unidos indiferentemente de si tienen aros amarillos, beige o blancos.
[cita requerida]